# Alkoholmonopol
Alkoholmonopol är ett i vissa länder tillämpat sätt att reglera tillverkning och handel med alkoholdrycker, motiverat dels med viljan att minska alkoholism och alkoholens sociala skadeverkningar, dels med statskassans behov av inkomster. Monopolet innebär att endast ett företag, oftast helt statsägt, har ensamrätt på hela eller delar av alkoholhandeln. Sådana ensamrätter kan omfatta monopol på att tillverka (tillverkningsmonopol), införa (importmonopol), distribuera och försälja till återförsäljare (partihandelsmonopol), utminutera, det vill säga försälja till allmänheten för avhämtning, (detaljhandelsmonopol), eller utskänka, det vill säga servera till allmänheten för konsumtion på serveringsstället, (serveringsmonopol). Ett alkoholmonopol kan omfatta alla eller delar av dessa monopoltyper. Det finns dessutom vanligen begränsningar i monopolet omfattning beroende på alkoholhalt, alkoholslag eller dylikt.
Enligt World Health Organization har statliga alkoholmonopol varit karaktäristiska för de nordiska länderna (förutom Danmark), Kanada, delar av USA och i några mellan- och östeuropeiska länder samt före detta Sovjetunionen.
I en del av dessa länder har dock avregleringar och privatiseringar ägt rum.

## Länder med alkoholmonopol

### Tillverkningsmonopol
| - Azerbajdzjan (enbart sprit) - Bosnien och Hercegovina - Colombia (enbart sprit) - Costa Rica (enbart sprit) - El Salvador (enbart sprit) - Etiopien (enbart vin) | - Gambia (enbart öl) - Kambodja - Kap Verde (vin och öl) - Kirgizistan (vin och sprit) - Laos (enbart öl) - Litauen (enbart sprit) | - Luxemburg (enbart sprit) - Malawi - Makedonien (enbart öl) - Mauritius - Mikronesien - Mongoliet | - Schweiz (enbart sprit) - Seychellerna (enbart öl) - Slovakien (enbart sprit) - Turkmenistan (vin och sprit) |

Källa: World Health Organization, Global Status Report: Alcohol Policy, Genève 2004, Tabell 8.

### Detaljhandelsmonopol
| - Finland - Franska Polynesien | - Gambia - Island - Kanada (de flesta provinser och territorier) - Kambodja | - Kirgizistan - Makedonien - Malawi - Mauritius | - Mongoliet - Norge - Sverige | - USA (vissa delstater) |

Källa: World Health Organization, a.a., Tabell 6.

### Monopolstater i USA
- State-run betecknar delstater med delstatligt detaljhandelsmonopol.
- License betecknar delstater utan detaljhandelsmonopol.
- Mixed/Not overlapping, Mixed/Overlapping betecknar stater med variation per kommun.

## Norden

### Sverige
Genom 1855 års brännvinsförsäljningsförordning reglerades handeln med alkohol i Sverige för första gången i sin helhet. Partihandeln kunde fortfarande utövas av vem som helst, men måste omfatta försäljning av minst 40 liter brännvin åt gången. Denna gräns höjdes 1885 till 250 liter. Detaljhandeln fick inte bedrivas tillsammans med annan handel och minsta tillåtna försäljningsmängd var 1,2 liter. Servering fick omfatta högst 0,6 liter åt gången. Det var även tillåtet för serveringsstället att försälja till avhämtning. Det blev tillåtet för en stadskommun att överlåta detaljhandel och servering till lokala privata brännvinsbolag. Vinstbegränsningar infördes för alla sådana bolag 1895. Husbehovsbränning förbjöds definitivt 1860.
År 1905 fanns det brännvinsbolag i alla städer utom sex. Genom lagstiftning som trädde i kraft 1907 blev sådana bolag obligatoriska i alla städer och kommuner (utom i kommuner där det bara fanns servering och ingen detaljhandel). 1914 infördes lokala monopol för de bolag som hade individuell kontroll av försäljningen (dvs. använde ett motbokssystem), som det 1913 bildade Stockholmssystemet. År 1916 blev individuell kontroll och ransonering obligatorisk och åldersgränsen för motbok sattes i regel till 25 år. Import från utlandet av sprit förbjöds. Genom 1917 års rusdrycksförsäljningsförordning (som trädde i kraft 1919) fick de lokala bolagen monopol på detaljhandel med brännvin, vin och starköl (över 4 volymprocent), inte bara brännvin som tidigare. Alla partihandlare, vinhandlare och vinspecerister blev 1919 uppköpta av Vin- & Spritcentralen, ett dotterbolag till Stockholmssystemet, som nu blev ett nationellt partihandelsmonopol. Detta monopol blev lagstadgat 1923, då Vin & Spritcentralen fick monopol på införsel och partihandel med alkoholdrycker samt tillverkning av brännvin. Starköl förbjuds samma år. Antalet monopolbolag minskades. Antal bolag minskades 1937 från 121 till 41.
Motbokssystemet (individuell kontroll och alkoholransonering) avskaffas 1955 och Systembolaget bildas som statligt detaljhandelsmonopol. I samband med denna reform legaliserades även starköl, som nu fick utminuteras av statsmonopolet och utskänkas av serveringsställen. Som ett resultat av Sveriges inträde i Europeiska unionen infördes en ny alkohollag 1994, vilket medförde att Vin & Sprits monopol på import, partihandel, tillverkning av konsumtionssprit och distribution avskaffades (bolaget såldes 2008 till franska Pernod Ricard). Systembolagets ensamrätt till försäljning av vin och sprit till restaurang avskaffas även.
Enligt Europeiska unionens 1992 utfärdade allmänna regler för punktskattepliktiga varor och om innehav, flyttning och övervakning av sådana varor (cirkulationsdirektivet) får medlemsstaterna inte begränsa resandes rätt till fri införsel av beskattade alkoholprodukter till mindre än 10 liter spritdrycker, 20 liter mellanprodukter (dvs. starkvin), 90 liter vin och 110 liter öl. Från svensk sida hävdades att detta regelverk inte gällde för landet, då ett undantag medgivits vid medlemsförhandlingarna. EU-kommissionen krävde dock att cirkulationsdirektivet skulle gälla även för Sverige (samt Finland och Danmark). Sverige beslutade 2000 att gradvis implementera cirkulationsdirektivet, så att det 2004 skulle tillämpas i sin helhet.
Genom ett beslut av EG-domstolen 2007 tilläts privat införsel av alkoholdrycker från andra EU-länder även för andra än resenärer. Köparen skall betala alkoholskatt i Sverige.
Under 2024 presenterade regeringen ett lagförslag om att tillåta gårdsförsäljning av alkohol. Det handlar om småskalig försäljning och reglerna är utformade för att inte konkurrera med Systembolagets ordinarie sortiment. Riksdagen beslutade att bifalla regeringens proposition och socialutskottets förslag om gårdsförsäljning, den 23 april 2025. Lagändringarna börjar gälla den 1 juni 2025 och sex år framåt.

### Norge
I Norge finns statligt monopol på detaljhandel med vin och sprit, vilket sköts genom kedjan Vinmonopolet. 1917–1927 var det förbud mot sprit, och 1917–1922 även mot vin. Vinmonopolet etablerades 1922, då staten 1922 började tillåta försäljning av vin via eget monopol, och sedan 1927 sprit. Öl, upp till 4,7%, säljs i mataffärer i Norge.

### Finland
I Finland finns statligt monopol på detaljhandel med vin och sprit, vilket sköts genom kedjan Alko. 
Alkohol upp till 8,0% säljs i mataffärer i Finland. Alko grundades 1932 i samband med att förbudet mot alkohol i Finland (som funnits sedan 1919) upphävdes.

### Island
Den statliga monopolkedjan på Island heter Vínbuðin.

### Färöarna
Rúsdrekkasøla Landsins heter kedjan på Färöarna.
I Danmark och på Grönland är det inte monopol, utan matbutiker säljer sådana drycker.

## Lista över några alkoholmonopol

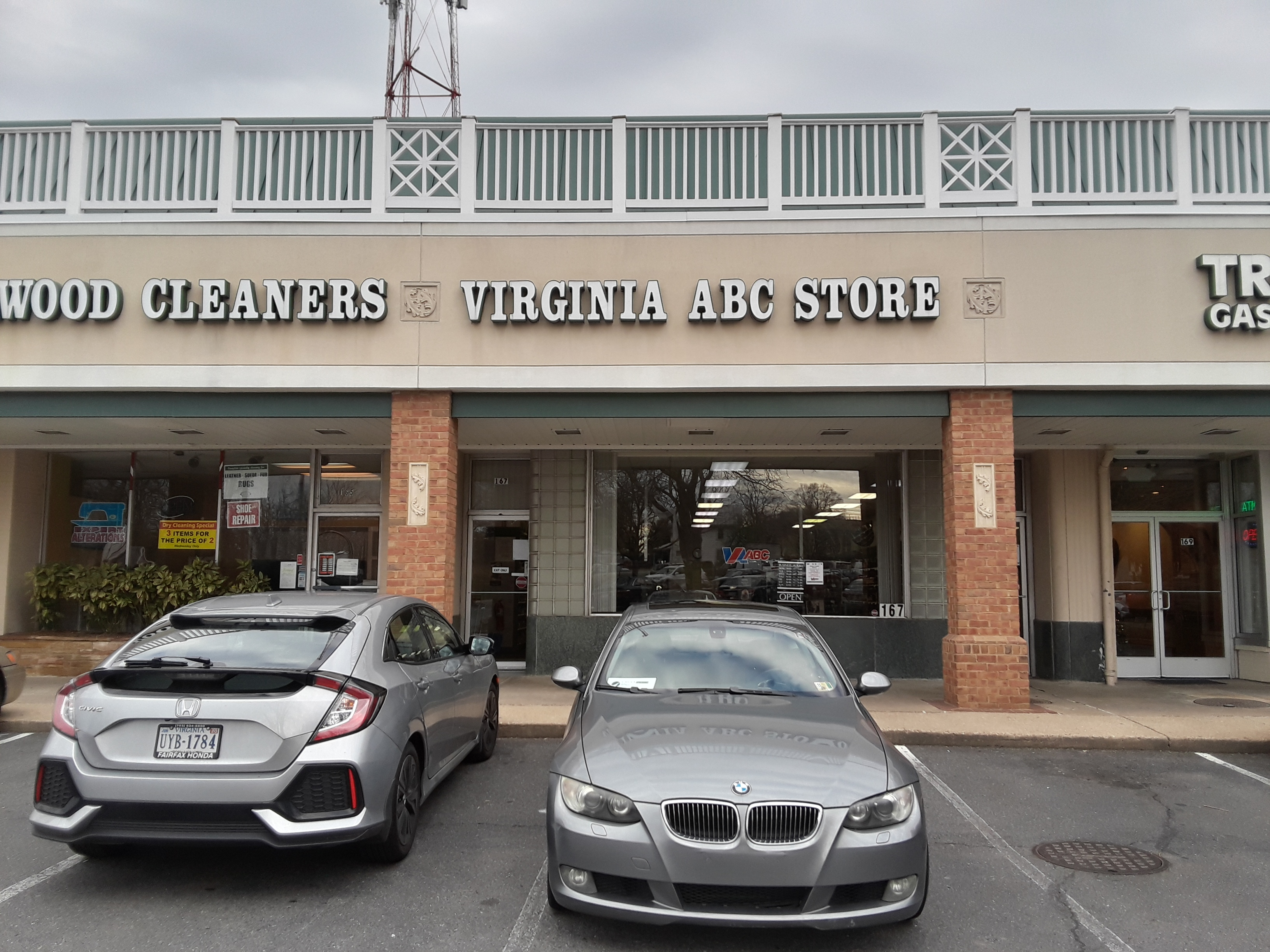
Virginia ABC Store i Falls Church, Virginia.

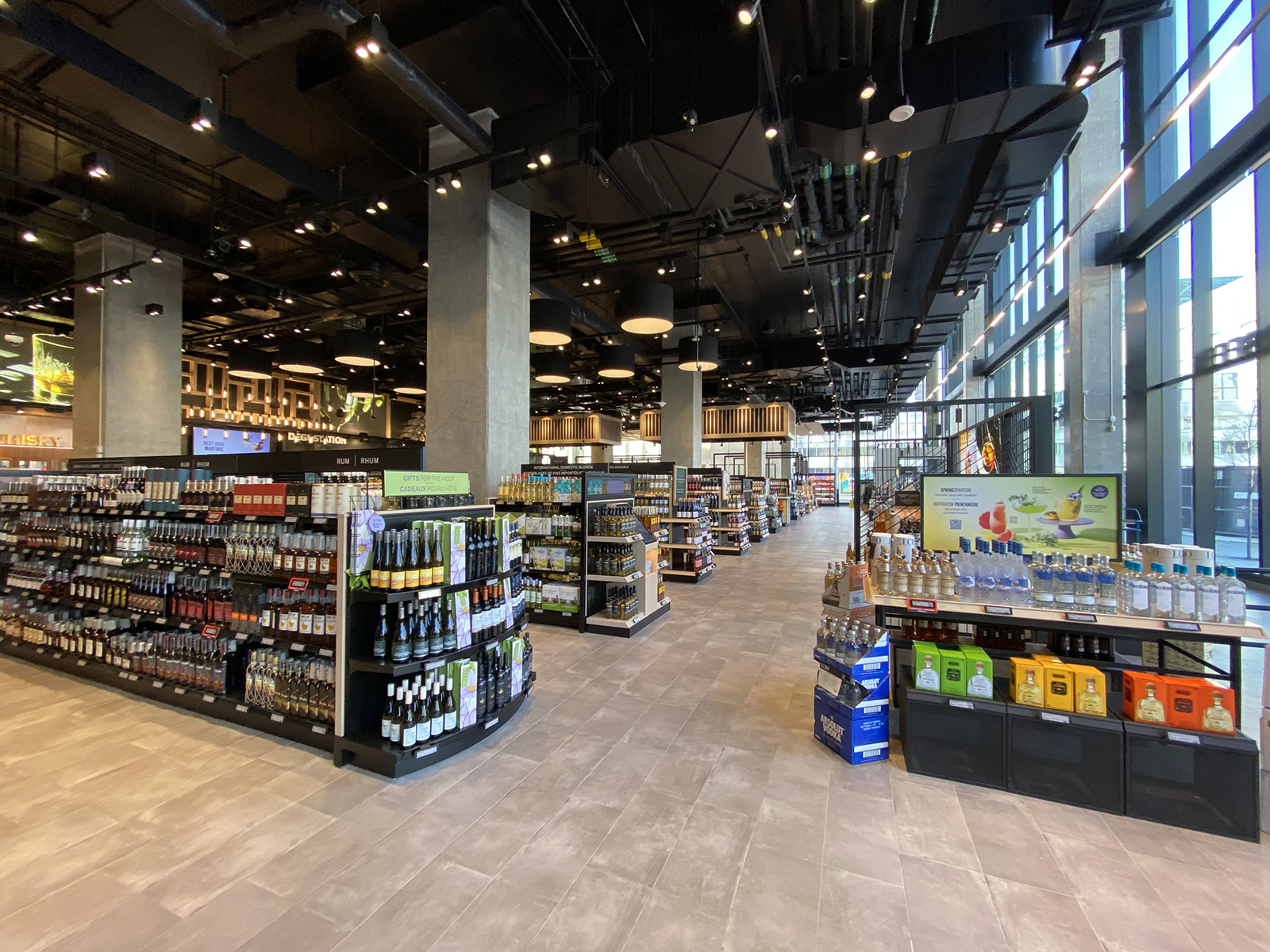
Flagskeppsbutik för LCBO (Liquor Control Board of Ontario) på 100 Queens Quay East i Toronto.

- Alabama Alcoholic Beverage Control Board, USA[13]
- Alcool New Brunswick Liquor, Canada [14]
- Alko, Finland
- British Columbia Liquor Distribution Branch, Canada[15]
- City of Edina Liquor, Minnesota, USA (ett lokalt monopol för denna stad)[16]
- Idaho State Liquor Dispensary, USA [17]
- Liquor Control Board of Ontario, Canada[18]
- Maine State Liquor Stores (Maine Bureau of Alcoholic Beverages & Lottery Operations, USA[19]
- Manitoba Liquor Control Commission, Canada [20]
- Mississippi Office of Alcoholic Beverage Control [21]
- Montgomery County Department of Liqour Control, Maryland, USA (ett lokalt monopol för detta county) [22]
- New Hampshire Liquor Commission, USA [23]
- Newfoundland Labrador Liquor Corporation, Canada [24]
- Nova Scotia Liquor Corporation, Canada [25]
- North Carolina Alcoholic Beverage Control Commission, USA [26]
- Northwest Territories Liquor Commission, Canada [27]
- Nunavut Liquor Commission, Canada [28][29]
- Pennsylvania State Liquor Control Board, USA [30]
- Prince Edward Island Liquor Control Commission, Canada [31]
- Rúsdrekkasøla Landsins, Färöarna
- PT Sarinah, Indonesien (importmonopol) [32][33]
- Société des alcools du Québec, Canada [34]
- Oregon Liquor Control Commission, USA [35]
- Saskatchewan Liquor and Gaming Authority (SLGA), Canada [36]
- Systembolaget, Sverige
- Utah Liquor Stores and Package Agencies (Utah Department of Alcoholic Beverage Control), USA [37][38]
- Vermont Department of Liquor Control, USA[39]
- Vinmonopolet, Norge
- Virginia Department of Alcoholic Beverage Control, USA [40]
- Vínbuðin, Island
- Yukon Liquor Corporation, Canada [41]
- Washington State Liquor Control Board, USA [42]

## Lista över några avskaffade alkoholmonopol
- Alberta Gaming and Liquor Commission, Canada (detaljhandelsmonopolet nedlagt 1993) [43]
- Iowa Alcoholic Beverages Division, USA (detaljhandelsmonopolet nedlagt 1986)[44]
- West Virginia Alcohol Beverage Control Administration, USA (detaljhandelsmonopolet nedlagt 1990) [45]
- Vin & Sprit, Sverige (tillverkningsmonopol och importmonopol, har inte monopol sedan 1994 och är numera inte längre statligt)